# جریان چپ انقلابی سوریه
جریان چپ انقلابی سوریه (به عربی: تيار اليسار الثوري في سوريا) یک سازمان سیاسی چپ‌گرا در کشور سوریه است که نسبت به حکومت بعثی این کشور موضع مخالف دارد. جریان چپ انقلابی سوریه در اکتبر ۲۰۱۱ تأسیس شده‌است. این سازمان از خیزش‌هایی که علیه حکومت سوریه انجام شد حمایت می‌کند و هدف خود را تأسیس «دولتی دموکراتیک، مدنی و کثرت‌گرا در سوریه» اعلام کرده‌است و همزمان با هرگونه مداخلۀ نظامی خارجی در جنگ داخلی سوریه مخالف است.